# Лук'янов Степан Омелянович
Степа́н Омеля́нович Лук'я́нов — український піаніст і музичний педагог, директор Київського музичного училища імені Рейнгольда Глієра у 1958—1962 роках.

## Загальні відомості
Степан Омелянович Лук'янов за фахом піаніст. Викладав у Київському педагогічному інституті імені М. Горького.
У серні 1958 року за переводом з цього інституту був призначений директором Київського музичного училища імені Рейнгольда Глієра, в якому працював до серпня 1962 року.
Під час роботи Степана Омеляновича на цій посаді 1959 року при училищі була відкрита школа-студія як
база педагогічної практики студентів училища. Це сприяло підвищенню якості підготовки музичних викладацьких кадрів.